# Nijverdalse Berg

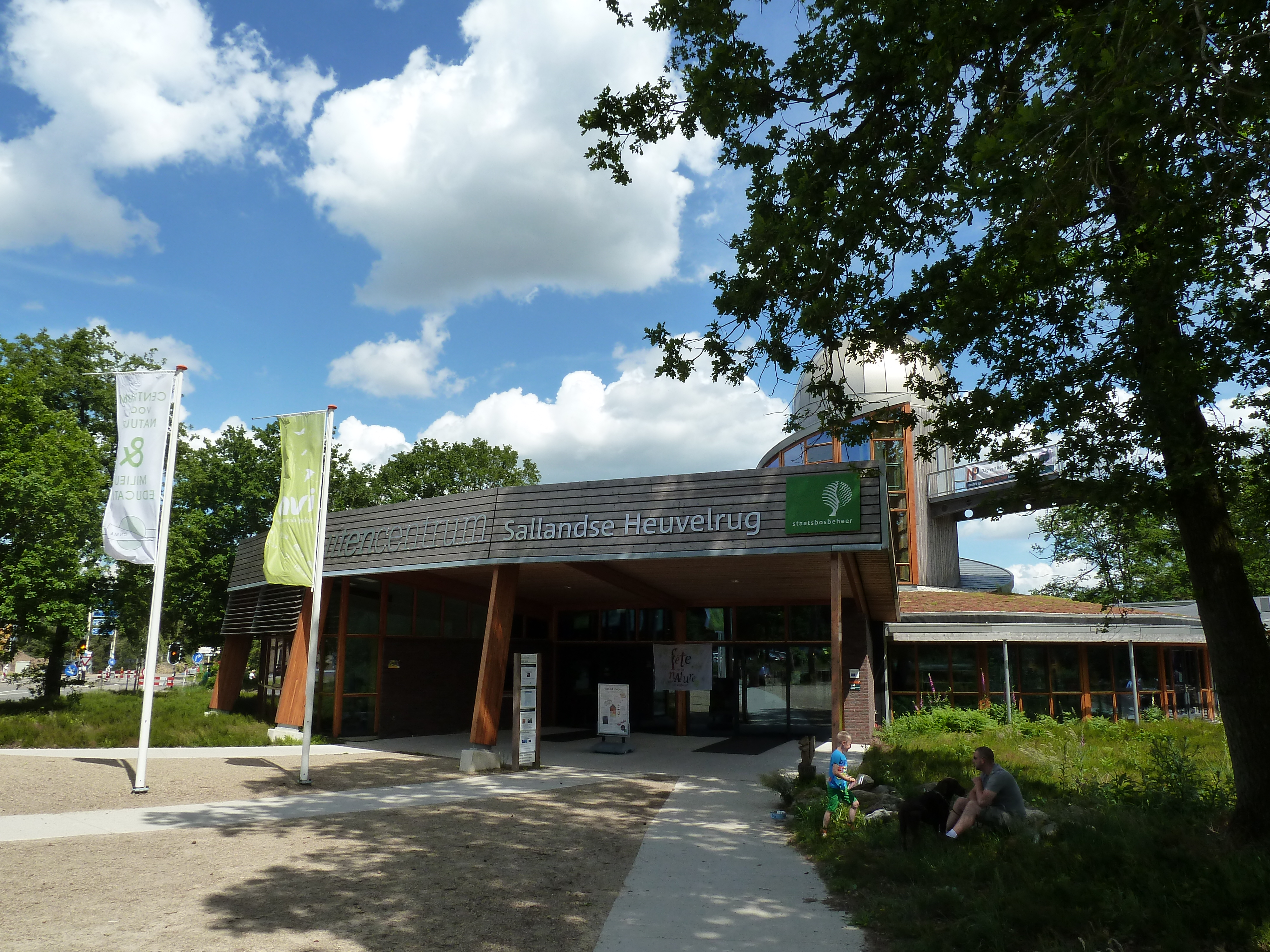

De Nijverdalse Berg is een heuvel in de gemeente Hellendoorn in de Nederlandse provincie Overijssel. De heuvel ligt ten westen van Nijverdal ten zuiden van de N35 in het noorden van het Nationaal Park Sallandse Heuvelrug.
De Nijverdalse Berg is een relatief lage heuvel in de heuvelrug met een hoogte van ongeveer 35 meter boven de zeespiegel. In het zuiden gaat de heuvelrug over in de Noetselerberg en in het noorden wordt de heuvelrug doorsneden door de N35 alvorens over te gaan in de Klinkenbelt.
De heuvel is vrijwel helemaal begroeid met bos, behalve waar er ruimte is gemaakt voor bebouwing en wegen.
Op de heuvel is Buitencentrum Sallandse Heuvelrug gebouwd met daarin Publiekssterrenwacht Hellendoorn.